# Nikon D50
Nikon D50 är en digital systemkamera med autofokus tillverkad av Nikon. Lanserad 2005.
Kamerans prestanda ligger ungefär i linje med Canon EOS 350D och Konica Minolta Dynax 5D. Visserligen har Konica-Minolta Dynax 5D större LCD-skärm samt en bildstabilisator inbyggd i kamerahuset, men D50 har en betydligt längre batteritid och ett något bättre utbud av optik på begagnatmarknaden.

## Bilder

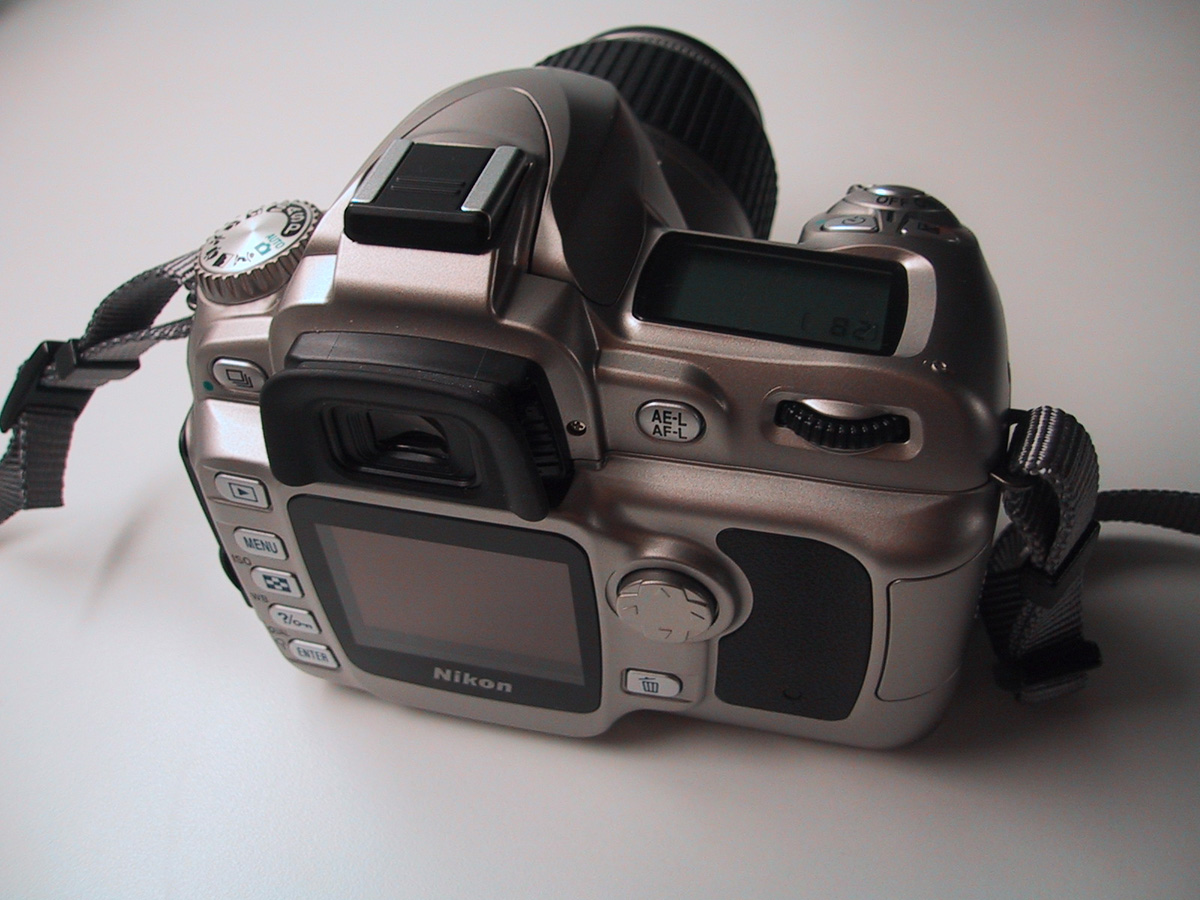
Baksida

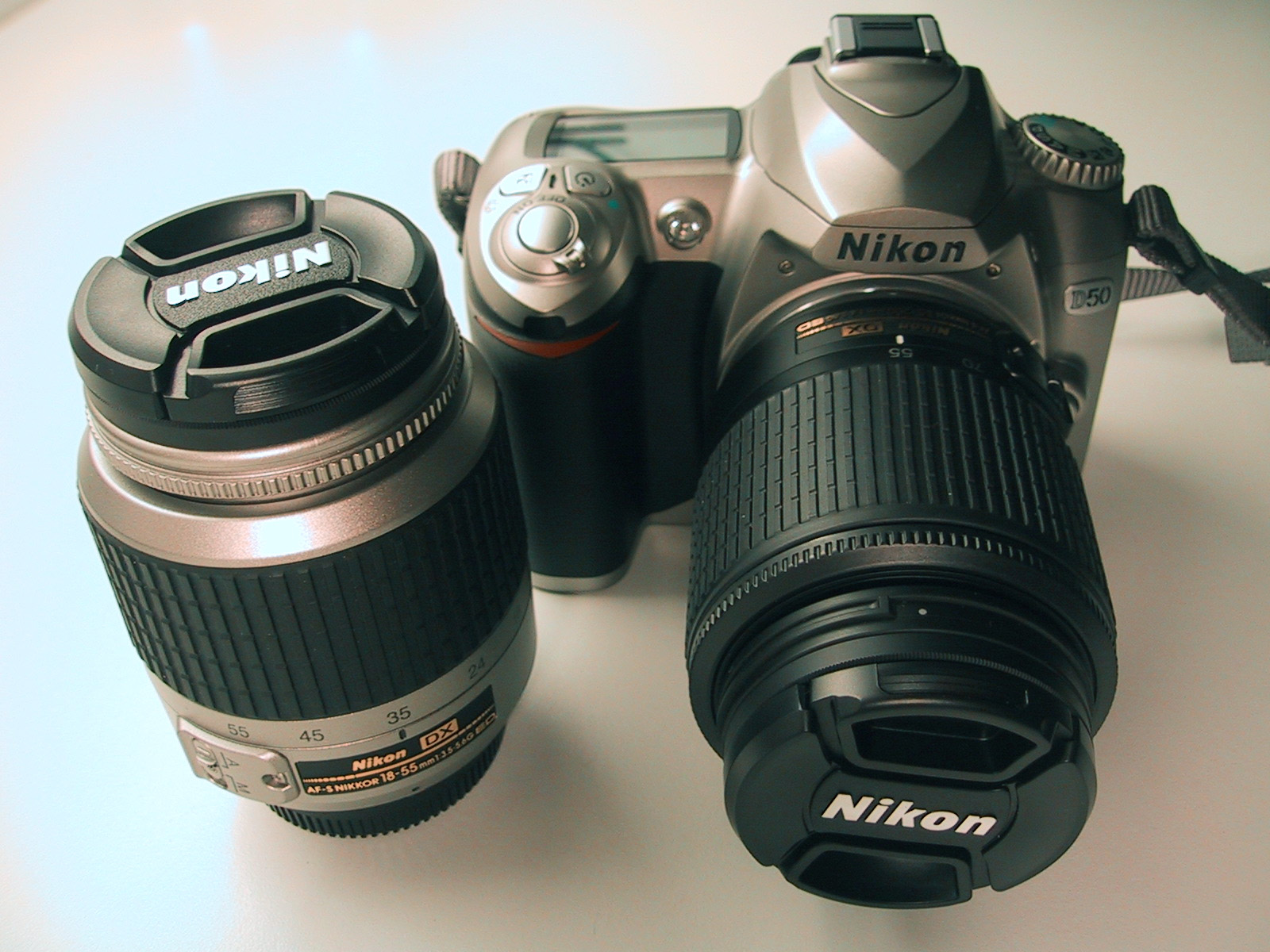
Kit med två objektiv